# Кіріакос Міцотакіс
Кіріа́кос Міцота́кіс (грец. Κυριάκος Μητσοτάκης; нар. 4 березня 1968, Афіни) — грецький політик. Прем'єр-міністр Греції з 8 липня 2019 року. Президент партії «Нова демократія» із січня 2016 року та лідер опозиції з 2016 по 2019 рік. Міністр адміністративних реформ та електронного врядування з 2013 по 2015 рік. Депутат парламенту Греції з 2004 року.

## Біографія
Син колишнього прем'єр-міністра Греції та почесного президента «Нової демократії» Константіноса Міцотакіса, молодший брат колишнього міністра закордонних справ і мера Афін Дори Бакоянні.
Закінчив факультет соціальних наук у Гарвардському університеті (1990), здобув ступінь магістра з міжнародних відносин у Стенфордському університеті (1993) і ступінь MBA у Гарвардській школі бізнесу (1995).
Працював фінансовим аналітиком Chase Investment Bank і консультантом McKinsey & Company в Лондоні. 1997 року він приєднався до Alpha Ventures у Греції як старший співробітник з інвестицій, 1999 році став головним виконавчим директором NBG Venture Capital.
2003 року Всесвітній економічний форум включив його до «100 найперспективніших лідерів завтрашнього дня».
Одружений, має трьох дітей. Володіє англійською, французькою та німецькою мовами.